# 리 콜마

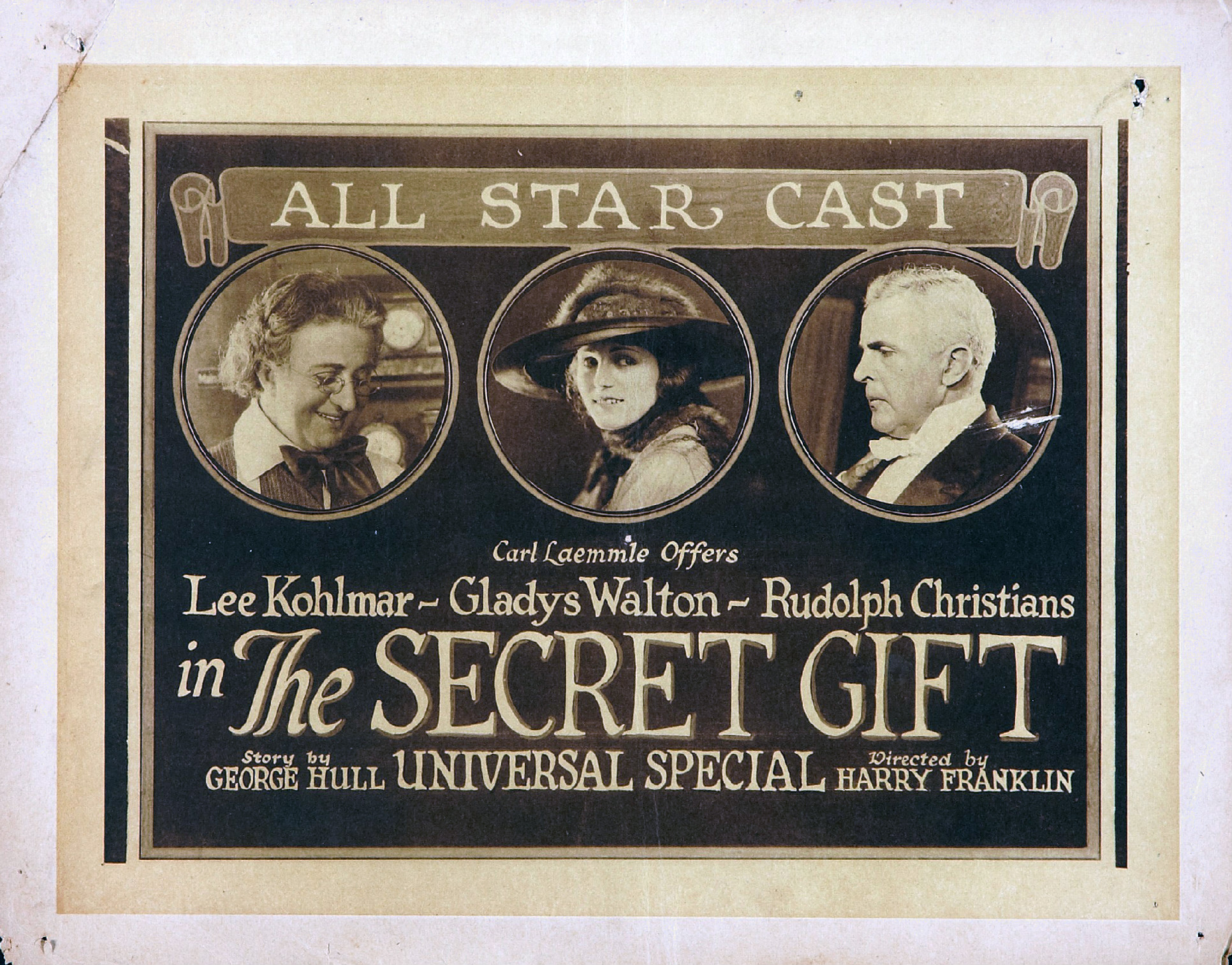

리 콜마(Lee Kohlmar, 1873년 2월 27일 ~ 1946년 5월 14일)는 독일의 영화 감독, 연극 배우, 영화배우이다.
뉘른베르크에서 태어났으며 할리우드에서 사망하였다. 사인은 심근 경색이다.

## 영화
- 더 킹 앤 더 코러스 걸 (1937년)
- 라모나 (1936년)
- 로마 스캔달 (1933년)
- 다이아몬드 릴 (1933년)
- 쥬얼 라버리 (1932년)
- 칠드런 오브 프레져 (1930년)
- 풍운의 고아 (1921년)